# Edebo distrikt
Edebo distrikt är ett distrikt i Norrtälje kommun och Stockholms län. 
Distriktet ligger i norra delen av kommunen. 

## Tidigare administrativ tillhörighet
Distriktet inrättades 2016 och utgörs av socknen Edebo i Norrtälje kommun.
Området motsvarar den omfattning Edebo församling hade vid årsskiftet 1999/2000.